# فيونا ماكدونالد (مغنية)
فيونا ماكدونالد (بالإنجليزية: Fiona McDonald)‏ هي مغنية نيوزيلندية، ولدت في 1965 في Huntly, New Zealand ‏ في نيوزيلندا.

## وصلات خارجية
- فيونا ماكدونالد على موقع ميوزك برينز (الإنجليزية)
- فيونا ماكدونالد على موقع ديسكوغز (الإنجليزية)